# Меникини, Леонардо
Леонардо Меникини (итал. Leonardo Menichini; род. 11 декабря 1953, Понсакко, Тоскана) — итальянский футболист и тренер.

## Карьера

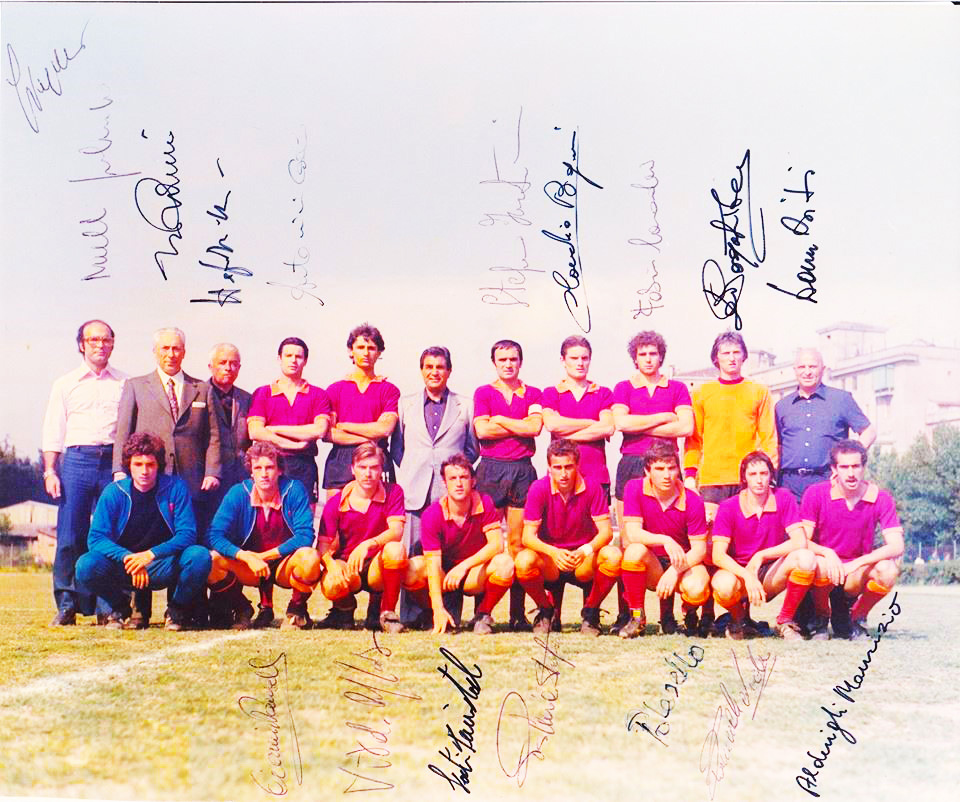
Команда «Ромулея» в 1974 году (пробилась в серию C)

В качестве игрока выступал на позиции защитника, воспитывался в «Фиорентине», но так и не провёл ни одного матча за основной состав. С 1976 по 1978 год Меникини играл за «Рому», а весной 1980 года «Милан» брал его в предсезонное турне по Австралии. Завершил карьеру футболист в 33 года в «Триестине».
В качестве тренера Меникини более десяти лет работал ассистентом у Карло Маццоне. Вместе с ним он прошёл семь команд. Во время совместной работы в «Роме» Меникини посоветовал ему взять в команду Франческо Тотти. В 2003 году тандем тренеров был приглашен в «Анкону», однако Маццоне в последней момент отказался от работы клуба из-за угроз фанатов. В итоге за десять дней до начала первенства в Серии А президент «Анконы» Эрманно Пьерони доверил Меникини должность главного тренера. Самостоятельный дебют у специалиста получился неудачным: в первых четырёх турах «маркийцы» только один раз сыграли вничью при трёх поражениях. После такого старта Меникини был уволен. В дальнейшем «Анкона» не смогла выправить положение и за весь сезон набрала только 13 очков.
В 2005 году итальянец возглавил албанскую «Тирану» и с ходу же выиграл с ней Суперкубок страны. Однако в ноябре тренер был отправлен в отставку несмотря на то, что команда шла в чемпионате на втором месте.
Позднее специалист работал в тренерском штабе «Ливорно» и возглавлял ряд итальянских коллективов низших лиг.

## Достижения
- Обладатель Кубка Интертото (1): 1998 (в качестве ассистента)
- Обладатель Суперкубка Албании (1): 2005